# جمعية النجدة الاجتماعية
جمعية النجدة الاجتماعية هي منظمة غير حكومية معنية بمشاريع تنموية وتعليمية في مخيمات اللاجئين الفلسطينيين في لبنان. تعمل بشكل أكثر دقة داخل وحول مخيمات اللاجئين، وهي تدافع عن اللاجئات الفلسطينيات اللواتي غالبا ما يقعن ضحايا للتمييز، كما تشارك في حملات مختلفة، في ائتلافات المنظمات المحلية والدولية، من أجل الحق في العمل في لبنان وحق العودة إلى فلسطين.

## تاريخ
تأسست جمعية النجدة عام 1976 من قبل مجموعة من النساء والرجال اللبنانيين المستقلين لتأمين الدخل الفوري للاجئات الفلسطينيات خاصة بعد انتقال الأسرة الفلسطينية إلى مخيم تل الزعتر. تم تنظيم عمل أولي للتطريز ودر دخلاً، ثم تم إنشاء مركز للرعاية النهارية ومكان عمل للنساء. أخيرًا، في عام 1978، تم تسجيل جمعية النجدة لدى وزارة الداخلية كمنظمة اجتماعية وغير حكومية لبنانية مستقلة ومقرها بيروت. بين 2005 و 2006، وضعت جمعية النجدة مدونة سلوك تهدف إلى تعزيز دور مؤسسات المجتمع المدني. وهي تعارض اقتراح دستور إسلامي عام 2006 في مخيم برج البراجنة من قبل مؤسسات ذات توجه إسلامي. وقد تم حشده مؤخرًا أثناء الصراع في مخيم نهر البارد في مايو 2007 لتقديم الإغاثة والمساعدة لسكان المخيم. نظمت جمعية النجدة، في 30 أبريل 2009، مظاهرات في كافة مناطق لبنان، من أجل "حملة حق العمل للاجئين الفلسطينيين في لبنان"، لا سيما مع هيئات التحالف الفلسطيني- اللبناني، بعد أن نشرت تقريراً عن حملة "حق العمل للاجئين الفلسطينيين في لبنان". مساهمة اللاجئين الفلسطينيين في الاقتصاد اللبناني في يناير 2009 بفضل تمويل من وكالات الإغاثة (دياكونيا وكريستيان ايد).

## الأهداف
الغرض الرئيسي من جمعية النجدة هو تمكين المرأة في المجتمع الفلسطيني لأنهن يشكلن العنصر الأكثر حرمانًا في مجتمع اللاجئين الفلسطينيين. حيث إن تحسين دور المرأة في المجتمع الفلسطيني يتعلق بدورها الاقتصادي والاجتماعي والتعليمي.

## الحساب التعريفي
تتكون أجهزة جمعية النجدة من: جمعية عمومية، هيئة إدارية منتخبة من قبل هذه الجمعية، أعضاء المجلس التنفيذي المعين من قبل هذا المكتب الإداري. تشكل الجمعية العامة 70٪ من النساء و 30٪ من الرجال. تقدم المجلس الإداري خلال السنوات القليلة الماضية من عضوات فقط إلى قسم خمسين أنثى / ذكور (6 أعضاء). الموظفون هم في الأساس من النساء وأعضاء في مجتمع اللاجئين الفلسطينيين. ثمانون في المائة من المستفيدين من النساء والفلسطينيين، في حين أن 20 في المائة المتبقية هم من الرجال والأفراد من جنسيات أخرى. تعمل جمعية النجدة في 26 مركزا داخل وحول مخيمات اللاجئين تركز برامجها بشكل مباشر على النساء وتشمل: برنامج التدريب المهني، وبرنامج التعليم الشعبي والدروس، وبرنامج الأم والطفل، والشؤون الاجتماعية، وبرنامج العنف المنزلي، ومشروع القروض الصغيرة، والتطريز. كما تدافع عن حقوق الفلسطينيين من خلال أنشطة التوعية حول مواضيع مثل صحة الإنجاب وحقوق المرأة وحقوق الطفل. ستصل برامج الجمعية إلى 100.00 لاجئ، في جميع مخيمات اللاجئين الفلسطينيين، بما في ذلك مخيمات برج البراجنة ونهر البارد وشاتيلا والبداوي، إلخ.

## القيم الجوهرية
جمعية النجدة لديها قيم جوهرية شخصية تنوي تعزيزها: مجتمع ملتزم بالأمة الفلسطينية، وإيمان بأهمية حقوق الإنسان والعدالة الاجتماعية والمساواة بين الجنسين. بصفتها عضوًا في منظمة شراكة المساءلة الإنسانية الدولية (HAP International) منذ أغسطس 2009، فهي تؤمن بقيم المنظمة القائمة على الشفافية والمساءلة.

## التمويل
لجمعية النجدة مصادر تمويل عديدة، تأخذ منها التبرعات الجزء الأكبر ، وأصولها متعددة: بشكل أساسي أموال من منظمات مانحة وأفراد من أوروبا، ومن بعض الشركاء الموجودين في الولايات المتحدة وكندا. أما مصادر الدخل الأخرى فهي: الدخل من إنتاج التطريز، ورسوم التلاميذ في برنامج التدريب المهني، وتكاليف برامج النساء والأطفال.

## روابط خارجية
- الموقع الرسمي باللغة الإنجليزية